# Maximiano Márquez Orozco
Maximiano Márquez Orozco fue un militar nacido en 1876 en Chihuahua, Chihuahua y criado en Madera, Chih., Teniente Coronel de la División del Norte durante la Revolución mexicana, y Administrador de la Hacienda de Babícora en San José de Babícora, Chihuahua, siendo dueño William Randolph Hearst, magnate estadounidense de la industria editorial. Sobrino de Pascual Orozco.

## Historia
Siendo Teniente Coronel de la División del Norte tuvo la dirección por parte de Pancho Villa de capturar y mandar ejecutar al general José Rodríguez (villista), uno de los más prominentes generales villistas. En el despacho del cuerpo del general Rodríguez a Ciudad Juárez, estaban otros detenidos que intervinieron en la masacre de Santa Isabel, Chihuahua, donde se asesinó a C. R. Watson, gerente de Cusi Mining Company y 17 estadounidenses más.
Márquez tuvo la asignación de la captura de Rodríguez, llevándose a cabo en enero de 1916, siendo una estrategia reconocida por el ejército, ya que estudiando la ruta que seguían Rodríguez acompañado del general Almeida, Márquez con una fuerza de 125 americanos y algunos soldados de Carranza, dinamitó un puente que sería cruzado por el contingente de Rodríguez, cerca de Madera, Chihuahua, de las gentes de Rodríguez, se reportaron 40 personas capturadas, que se mantuvieron en Madera, Chihuahua, como prisioneros y posteriormente ejecutadas.
El cuerpo de Rodríguez debía ser enviado a Ciudad Juárez, Chihuahua, confirmado por el Consulado Mexicano en El Paso, Texas.
Por este hecho, Márquez recibió comando en las fuerzas carrancistas.
Márquez tuvo la instrucción de capturar a Pancho Villa cuando éste se había enemistado con Venustiano Carranza, por diferencias en la comunicación al exterior del país, originándose tres flancos: Maximiano Márquez proveniente del suroeste, de Madera, Chihuahua, el general Gavasos proveniente del sureste y el coronel Alexondo del noroeste.
La persecución duró cosa de una semana y la captura se llevó a efecto en las montañas cerca del Rancho de San Gerónimo, en las vecindades de la Hacienda de Babícora, el 19 de enero de 1916. Márquez tenía a su cargo el comando de los vaqueros. Villa y su gente opusieron resistencia, y al final cedieron.
Dieciséis de los prisioneros confesaron haber intervenido en la masacre de Santa Isabel. El reporte de la captura de Villa causó sensación, naturalmente, en Nueva York y otras ciudades estadounidenses, y en Ciudad Juárez, Chihuahua, siendo el puerto de entrada a Estados Unidos. El primer reporte vino de Chihuahua, Chihuahua, de parte de un señor García; ya que había varios reportes de ese tipo, el cónsul no puso mucha atención, posteriormente llegó un mensaje privado de los representantes de la American Smelting and Refining Company, que confirmaba la captura de Villa, hecha por Márquez. Al día siguiente, el señor Andreas García anunció la recepción de otro mensaje de un oficial de Carranza en Chihuahua, Chihuahua, confirmando la captura.
El 08 de Febrero de 1917 seis chinos que residian en Madera Chihuahua fueron muertos por los hombres de Julio Acosta, jefe villista, cuando este asalto y ocupo la citada poblacion, Maximiano Marquez como jefe carrancista junto con un fuerte destacamento de tropas, salio a perseguir pocos dias despues a los villistas de Acosta, habiendoles dado alcance en las montanas al occidente de esa poblacion, donde trabo combate con aquellos, en el cual resulto muerto Acosta.
Participó en la Expedición Punitiva cuando las fuerzas de John J. Pershing se adentraron al Estado de Chihuahua, dando asilo a las tropas estadounidenses en la Hacienda de Babícora en la persecución de Pancho Villa, posterior a la invasión de Columbus, Nuevo México, USA. 

## Honores
En enero de 2023 (Centenario de la muerte de Francisco Villa), la Asociación Civil Fundación Visión Villista con base en México D.F., hizo reconocimiento oficial en honor a Maximiano Márquez Orozco en Ciudad Juárez en el Museo Casa de Adobe. Se le dio una medalla a sus 2 nietos Héctor Víctor Márquez Lardizábal, Eduardo Roberto Márquez Lardizábal y nieta María Luisa Márquez Lardizábal, en simbolismo a la labor de su abuelo en la Revolución Mexicana. Fue otorgada por los bisnietos del General Francisco Villa (Martín y Francisco "Paco" Villa García) y la historiadora/genealogista, representante binacional estadounidense Cindy A. Medina.
Certificate of Appreciation proudly presented to María Luisa Márquez on Wednesday October 25th, 2023 the U.S. History and Film Consulting firm "Binational MX USA" and the Emiliano Zapata Foundation had a special event at the Tom Lea Institute in downtown El Paso, Texas.  We are grateful to Maria Luisa for being present and representing her revolutionary grandfather Maximiano Márquez who sided with Pancho Villa and Venustiano Carranza during the Mexican Revolution. Cindy A. Medina, Director/Genealogist/Historian/Film Producer & Publicist of Binational MX USA LLC; Edgar Castro Zapata, Founder and President of Fundacion Emiliano Zapata.
Heroica Ciudad Juárez. Gobierno Municipal de Juárez 2021-2024. Cruzadas Históricas. El Gobierno Municipal 2021-2024 otorga el Presente Reconocimiento a: Maximiano Márquez Orozco por su valiosa participación en el movimiento armando de la revolución mexicana. Recibe: María Luisa Márquez Lardizábal y Eduardo Roberto Márquez Lardizábal. Lic. Cruz Pérez Cuellar Presidente Municipal. Ciudad Juárez, Chihuahua a 15 de noviembre de 2023.
Inclusión de Maximiano Márquez Orozco en el Museo Casa de Adobe (IPACULT) en Ciudad Juárez, Chihuahua. (Marzo 2023).